# Asterella chilensis
Asterella chilensis là một loài rêu trong họ Aytoniaceae. Loài này được Nees & Mont. A. Evans mô tả khoa học đầu tiên năm 1919.